# Fejér Megyei Hírlap
A Fejér Megyei Hírlap Fejér vármegyei napilap. 2023-ban 11 276 példányszámmal kelt el naponta. A Fejér Megyei Hírlap szerkesztősége a 8000 Székesfehérvár, Ady Endre utca 15. alatt működik. A Pannon Lapok Társasága csoport tagja.

## Története

### A lap 2016 karácsonyi botránya
A 2016. december 24-én a nyomtatásban megjelent Fejér Megyei Hírlapban az Orbán Viktorral készített interjút ismeretlen tettes meghamisította, olyan szavakat toldva be a miniszterelnök interjújába, amelyek el sem hangzottak. December 26-án és december 27-én a Pannon Lapok Társasága (PLT) részletes belső vizsgálatot folytatott le, ami alapján megállapították, hogy belső munkatárs állhatott a cikkhamisítás hátterében. A Pannon Lapok Társasága azonnali hatállyal felmondott 5 munkavállalójának: Németh F. Bernadettnek (a veszprémi Napló főszerkesztőjének), Földesi Gábornak (a veszprémi Napló digitális menedzserének), Hajnal Csillának (a Fejér Megyei Hírlap felelős szerkesztőjének), Klecska Ernőnek (a Fejér Megyei Hírlap lapszerkesztőjének) és Zajácz D. Zoltánnak (a Fejér Megyei Hírlap digitális főszerkesztőjének).
Sajtóhírek szerint a vizsgálat azt is megállapította, hogy a hamisítást Veszprémben, a Napló szerkesztőségében követték el, miután a kérdéses interjú „külső tartalom” volt, ami a PLT által kiadott lapok közös, veszprémi szerkesztőségi központjában készült. Ekkorra bevett gyakorlattá vált ugyanis a lapcsaládnál, hogy bizonyos tartalmak Veszprémben készültek el, teljes kontroll mellett, és onnan vették át azokat a megyei lapok szerkesztői, akik azokba már bele sem nyúlhattak. A Fejér Megyei Hírlaptól a karácsonyi botrányt követően elbocsátott munkatársak többek között épp erre hivatkozva jelentették be, hogy munkaügyi bírósághoz fordulnak, mert állításuk szerint, egy korábbi ügyvezetői utasítás alapján nem is volt joguk máshoz, minthogy átveszik az anyagot, úgy, ahogy azt Veszprémből kapták.
A vizsgálat ezidáig nem tudta megállapítani a tényleges elkövető kilétét, csak annyit, hogy az interjú meghamisítója a veszprémi szerkesztőség egyik olyan munkatársának számítógépét használta, aki az adott időben nem volt a szerkesztőségben, és az éppen szabadságon lévő korrektor jelszavával lépett be a szerkesztőségi rendszerbe, hogy beleírjon a már levilágításra váró interjúba. Az elkövetőnek alaposan kellett ismernie a szerkesztőségi rendszert, tisztában kellett lennie azzal is, hogy milyen fázisban van az anyag, mikor tud úgy hozzáférni, hogy utána más már nem nézi át. Mivel a PLT-től az esetet megelőző időszakban több munkatársat is menesztettek, nem zárható ki, hogy a hamisító közülük kerülhetett ki.
2016. december 29-én a PLT Kft. tulajdonosa, a Mediaworks Zrt. bejelentette, hogy visszahívja tisztségéből az ügyvezetők egyikét, Kinde Kálmán gazdasági igazgatót is, megszüntetve az addigi munkaviszonyát. Ez utóbbi menesztésről két nappal később bejelentették, hogy a sajtóhírek értelmezésével ellentétben nincs köze az Orbán-interjú ügyéhez.
A kiadó belső vizsgálata mellett rendőrségi nyomozás is indult az üggyel összefüggésben, december 28-án, információs rendszer vagy adat megsértésének gyanúja miatt, egyelőre ismeretlen tettes ellen.

## Helyi kiadások
A Fejér Megyei Hírlap rendszeresen jelentkezik helyi kiadásokkal, ilyenkor a lap egy része csak az adott térség aktuális helyi információit tartalmazza. Minden Fejér megyei város térségének jelenik meg helyi kiadása.